# Josef Meinertz
Josef Meinertz (ur. 6 kwietnia 1877 w Braniewie, zm. 6 marca 1968 w Wormacji) – niemiecki lekarz i psychoterapeuta.

## Życiorys
Josef Meinertz urodził się w Braniewie w Prusach Wschodnich w rodzinie dyrektora miejscowego gimnazjum (Otto Franz Bernhard Meinertz, 1839–1904) i Elisabeth z d. Alberti.
W 1895 zdał maturę w Poznaniu. W latach 1895–1900 studiował medycynę na uniwersytetach w Bonn, Wrocławiu, Fryburgu i w Berlinie. Następnie pracował w różnych szpitalach na terenie Berlina, jako asystent, lekarz, ordynator (oberarzt). W 1906 się habilitował i został privatdozentem, a w 1910 profesorem tytularnym na Uniwersytecie w Rostocku. Od 1913 pracował w szpitalu miejskim w Wormacji, w latach 1926–1944 jako dyrektor oddziału chorób wewnętrznych.

## Życie prywatne
Żonaty z Johanną z domu Stützer, z którą miał syna Friedricha. Żona oraz syn byli również lekarzami.
Max Meinertz, ksiądz katolicki i profesor egzegezy Nowego Testamentu w Braniewie i Münster, był jego bratem.